# THE ARAKURE
THE ARAKUREは、日本のスリーピース・ロックバンド。2015年に結成。

## 概要
永井敏己、米川英之、長谷川浩二の3名によるユニット。プログレ、ハードロックを主体としたライブ活動を行っている。
メンバー各々を「ARAKURE○号」と呼び、イメージカラーを設けている。

## 来歴
2015年
- 以前よりセッションで共演したことのある3人でユニットを結成
- 3月18日より、『THE ARAKURE” Tour 2015』を開催
- 9月12日 - 16日、『Tour 2015 September』を4か所で開催

2016年
- 3月22日 - 3月30日、『THE ARAKURE “Tour 2016 March』を5か所で開催
- 9月6日、ライブ映像を収録したDVDの『OFFICIAL BOOTLEG DVD 1st』をリリース。同日から9月14日に掛けて『THE ARAKURE Tour 2016 SEPTEMBER』を5か所で開催

2017年
- 3月25日 - 4月1日、『THE ARAKURE “Tour 2017』を4か所で開催
- 9月18日 - 10月25日、『THE ARAKURE Tour 2017 October』を4か所で開催

2018年
- 4月1日 - 15日、『THE ARAKURE "Tour 2018 April』を4か所で開催
- 10月3日 - 16日、『THE ARAKURE Tour 2018 October』を7か所で開催

2019年
- 4月7日、ライブ映像を収録したDVDの『OFFICIAL BOOTLEG DVD 2nd』をリリース。 同日から4月14日に掛けて『THE ARAKURE "Tour 2019 April』を4か所で開催。
- 7月27日 - 8月2日、『THE ARAKURE “Tour 2019 Summer』を4か所で開催
- 10月21日 - 29日、『THE ARAKURE Tour 2019 October』を6か所で開催

2020年
- 4月8日、1stアルバム『THE ARAKURE I』をリリース。同日より『THE ARAKURE “1St CD 発売記念ツアー 2020 April』が予定されていたが、前年2019年末より猛威を振るっている2019新型コロナウイルスによる感染拡大の状況を受け[注釈 1]、来場者の健康・安全を最優先と判断し、クラスターを発生させないため中止を発表。しかしながら、会場で発売開始予定であった”THE ARAKURE”の1stアルバムの通信販売が行われることが発表された。その後、一部ライブハウスにて無観客ライブ配信を行った
- 11月から『THE ARAKURE “1St CD 発売記念リベンジツアー 2020 Autumn』を計画していたが、いわゆるコロナ禍が終息せず、中止もしくは無観客ライブ配信に変更するなど影響は大きかった[注釈 2]。

2021年
- 毎年恒例の『Aprilツアー』や『Octoberツアー』などのツアーは中止。無観客ライブ配信を複数回行った。

2022年
- 4月17日 - 29日、『THE ARAKURE "Tour 2022 Spring』を6か所で開催
- 10月2日 - 15日、 『THE ARAKURE "Tour 2022 October』を6か所で開催

2023年
- 4月9日 - 21日、『THE ARAKURE "Tour 2023 April』を6か所で開催
- 10月8日、2ndアルバム『THE ARAKURE Ⅱ』をリリース。同日と9日に『THE ARAKURE "2nd CD 発売記念 LIVE』を開催
- 11月19日 - 12月3日、『THE ARAKURE "2nd CD 発売記念Tour 2023』を8か所で開催

2024年
- 4月20日 - 5月4日に掛けて『THE ARAKURE "Tour 2024 Spring』を8か所で開催（予定）

## メンバー
| 番号 | メンバー名 | ふりがな          | 担当楽器/パート   | 生年月日      | 色分け |
| ---- | ---------- | ----------------- | ----------------- | ------------- | ------ |
| 1号  | 米川英之   | よねかわ ひでゆき | ギター / ボーカル | 1964年3月3日  | 青     |
| 2号  | 長谷川浩二 | はせがわ こうじ   | ドラムス/コーラス | 1965年4月4日  | 黒     |
| 3号  | 永井敏己   | ながい としみ     | ベース            | 1963年3月26日 | 赤     |

## ディスコグラフィー

### オリジナル・アルバム
|     | 発売日        | タイトル      | レーベル        | 規格 | 規格番号   |
| --- | ------------- | ------------- | --------------- | ---- | ---------- |
| 1st | 2020年4月8日  | THE ARAKURE Ⅰ | A-PROJECT MUSIC | CD   | ARAKURE-03 |
| 2nd | 2023年10月8日 | THE ARAKURE Ⅱ | A-PROJECT MUSIC | CD   | ARAKURE-04 |

### 映像作品
|     | 発売日       | タイトル                 | レーベル        | 規格 | 規格番号   |
| --- | ------------ | ------------------------ | --------------- | ---- | ---------- |
| 1st | 2016年9月6日 | OFFICIAL BOOTLEG DVD 1st | A-PROJECT MUSIC | DVD  | ARAKURE-01 |
| 2nd | 2019年4月7日 | OFFICIAL BOOTLEG DVD 2nd | A-PROJECT MUSIC | DVD  | ARAKURE-02 |